# Zóna 30

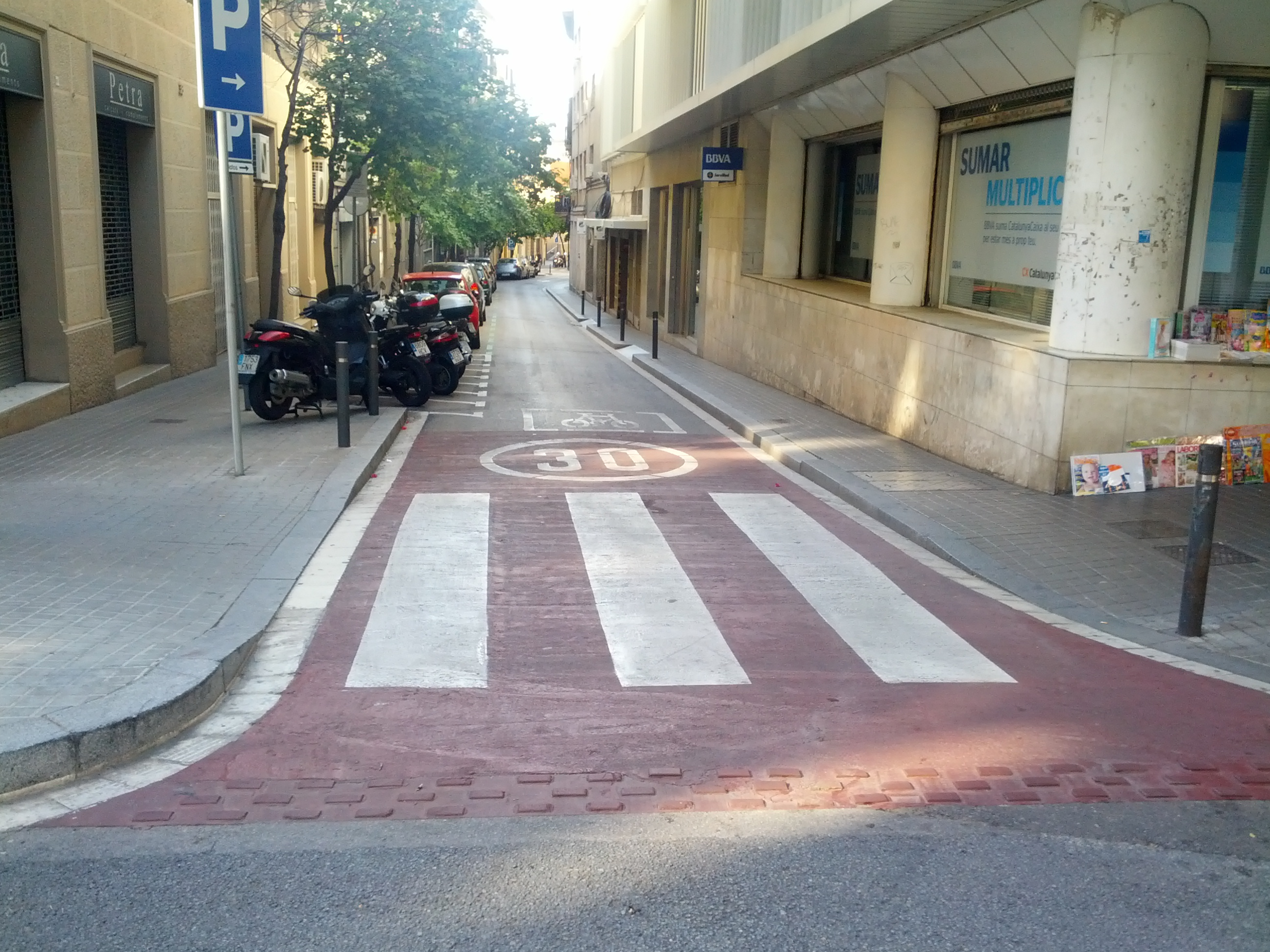
Barcelona: začátek zóny 30 bývá na vozovce často zvýrazněn odlišným materiálem nebo vodorovným značením

Zóna 30 (zóna s nejvyšší dovolenou rychlosti 30 km/h) je druhem plošného omezení maximální rychlosti provozu používané v městských čtvrtích. Realizace zón 30 jsou jedním z důležitých prvků, které vedou ke zvýšení bezpečnosti provozu a zvýšení příjemnosti ulic pro pěší a cyklisty. 
Dle OECD rychlost 30 km/h oproti rychlosti 50 km/h snižuje počet nehod s následkem těžkého zranění o 70 % a počty smrtelných nehod o 90 %. Zlepšují také rozhledové poměry křižovatek. Zavádění zón 30 podporuje i  Světová zdravotnická organizace, která uvádí, že snižují počet dopravních nehod, zranění a úmrtí.
Mimo samotné cedule s vyznačenou rychlostí zklidňování dopravy v zónách 30 probíhá také pomocí fyzických nebo psychologických zpomalovacích prvků. 

## Historie

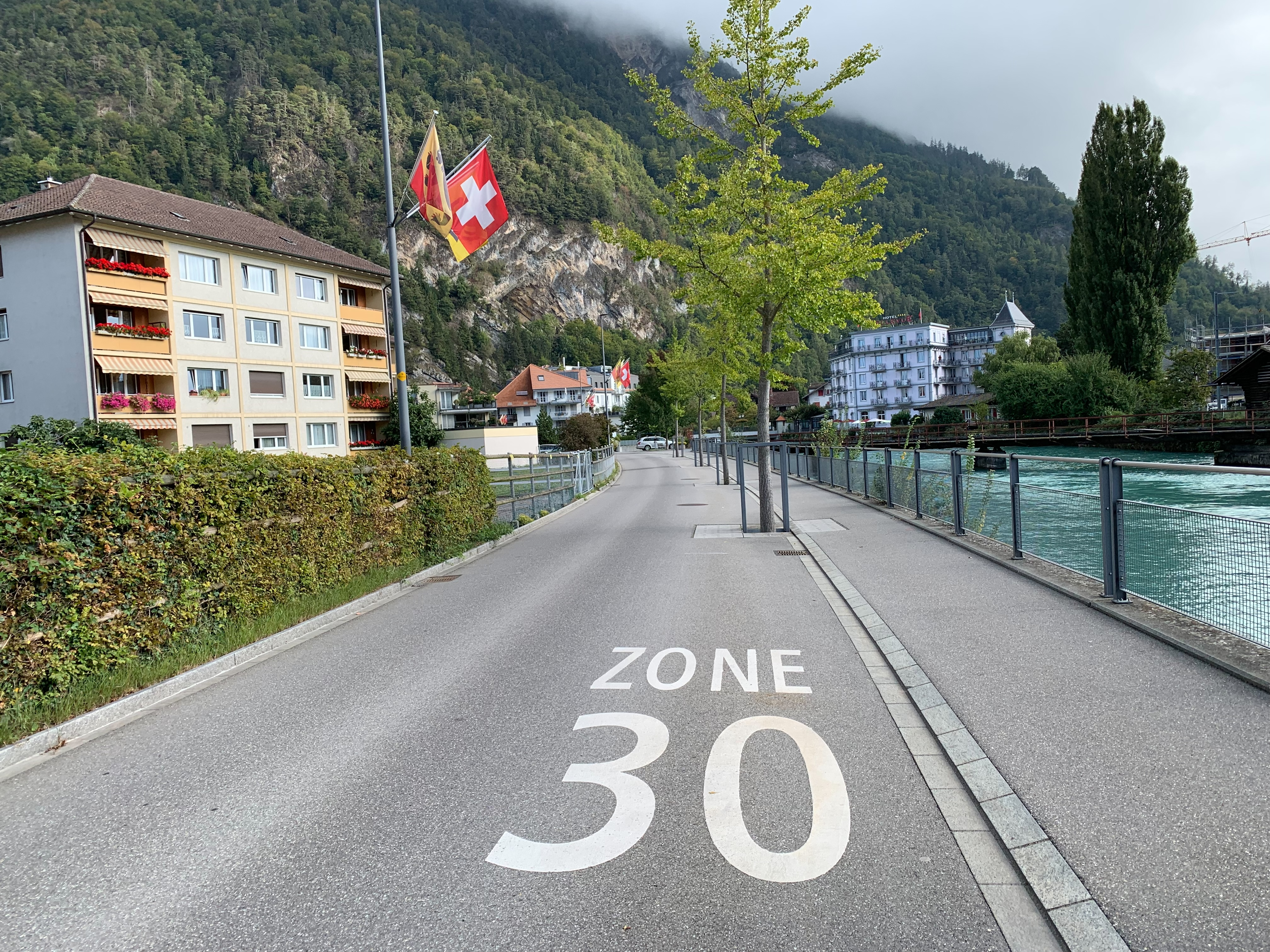
Zóna 30 ve švýcarském městě

Zóny 30 představují ve většině evropských zemí absolutně převažující dopravní režim na síti obslužných místních komunikací. V Německu jejich zřizování začalo v roce 1983, ve Švýcarsku v roce 1989, ve Spojeném království v roce 1990. V Nizozemsku pokrývají zóny 30 polovinu všech komunikací.
Německé město Hamburk mezi roky 1983 až 2011 zavedl 600 zón 30. A to bez stavebních opatření, pouze na bázi přednosti zprava a cílené práce s veřejností. Přesto se podařilo eliminovat vozidla jedoucí velmi rychle a dosáhnout snížení četnosti vážných dopravních nehod o 20 %.
Paříž v roce 2020 oznámila, že chce, aby zóny 30 pokrývaly do roku 2021 celé město mimo hlavní ulice. Stejné kroky již dříve provedlo španělské Bilbao, francouzská města Grenoble, Lille a Nantes nebo belgický Brusel. Důvodem zřizování zón 30 v postranních ulicích je řada výhod jako zvýšená bezpečnost nebo zvýšení přívětivosti městských center vůči cyklistům a chodcům. Ale optimální rychlost s nejnižší spotřebou paliva (nejmenšími emisemi) na ujetí dané vzdálenosti je okolo 60 km/h.

## V Česku
V České republice zóny 30 v zákoně existují od roku 2010, jejich navrhování řeší technické podmínky 218 z téhož roku. Zřizování zón 30 v Česku podporuje Národní strategie bezpečnosti silničního provozu 2011-2020.
V Praze byla první zóna 30 zavedena v Karlíně, a to v roce 2012. Mezi lety 2017 až 2018 zavedla plošnou zónu zavedla také Praha 7, konkrétně v Holešovicích a Letné. Počet nehod, kdy došlo ke sražení chodce, tak klesl od zavedení zón více než o polovinu. Plošné zóny 30 (mimo hlavních komunikací) fungují také v Praze 4, 6, 10 či 12.

### Fungování

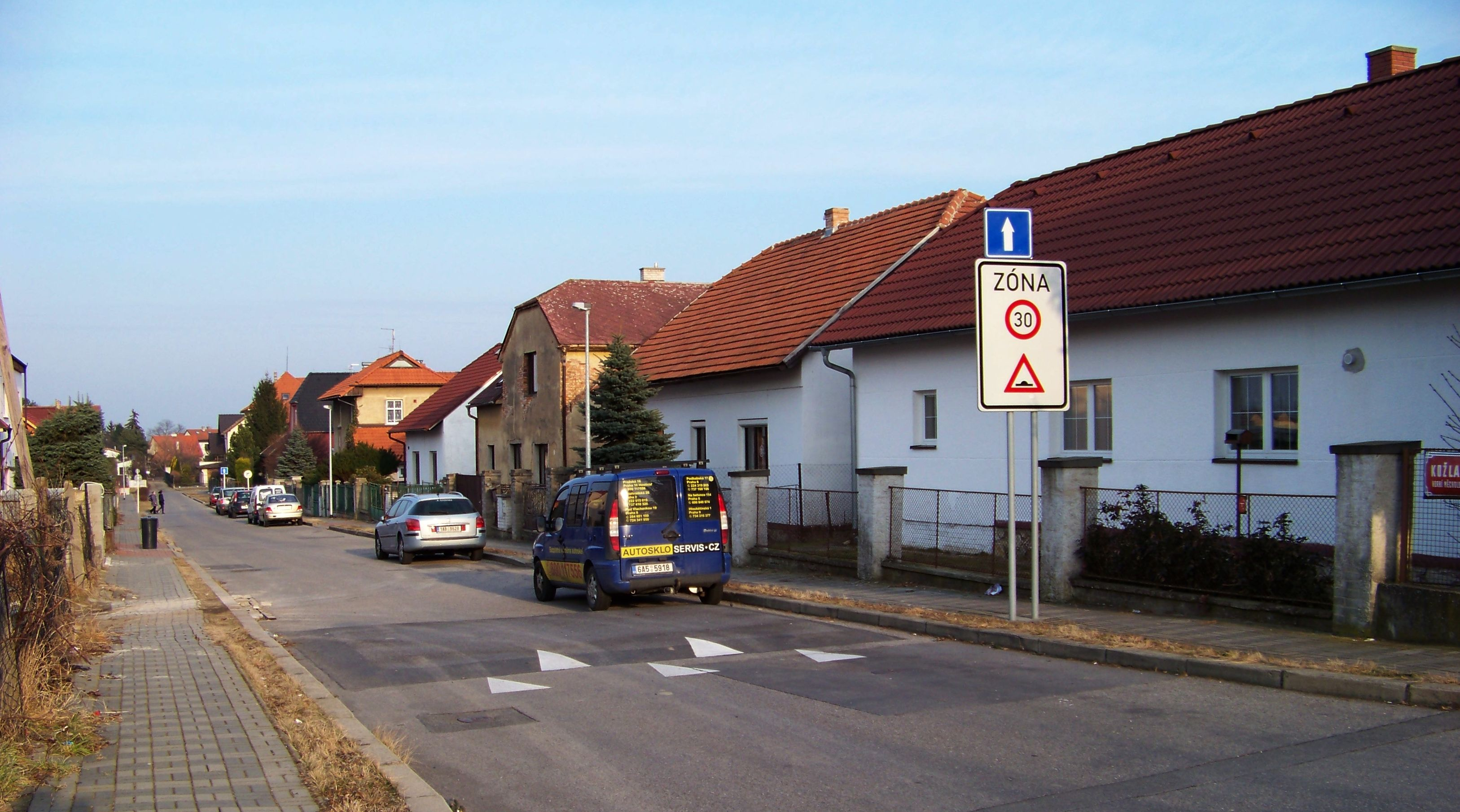
Zóna 30 v pražských Horních Měcholupech

Oproti pěší či obytné zóně je v zóně 30 zachováno členění provozu na vozovku a chodník. Šířky jízdních pruhů mají být skromnější, dodržení rychlosti může být usměrňováni příčnými prahy, zpomalovacími polštáři, řadou zaparkovaných aut či umístěním zeleně. Celoplošně zde může fungovat přednost zprava. Lidé jdoucí pěšky zde mají využívat chodník a lidé na kole jedou spolu s automobily ve vozovce. V jednosměrných komunikacích může být provoz cyklistů umožněn v protisměru. Zóny 30 by měly tvořit jasný urbanistický celek.
Pro navrhování zón 30 existuje technický předpis ministerstva dopravy.